# 我的甜美都市
《我的甜蜜都市》（韓語：달콤한 나의 도시），為韓國SBS於2008年6月6日起播放的金曜連續劇，每回連播兩集，改編自韓國作家鄭梨賢的暢銷同名小說。

## 劇情介紹
吳恩秀是一名平凡的上班族，有著三位從讀書時代便認識的知心好友。在踏入30代以後，恩秀經歷了兩次戀愛，身邊知己的生活也陸續出現了改變，各人好像都朝著讓自己變得幸福，讓生活變得甜蜜的方向進發......。

## 人物介紹
- 崔江姬 飾 吳恩秀

31歲，原為編輯代行社代理，後變爲無業遊民。
- 智鉉寓 飾 尹泰吾

24歲，夢想是成爲電影導演的大學生。
- 李善均 飾 金永洙

36歲，企業CEO。
原本的名字為劉泰英。
- 文晶熙 飾 南由姬

31歲，原為大企業代理，後轉行成爲音樂劇演員。
- 陳在英 飾 河在仁

31歲，珠寶設計師，經歷過一段短暫的婚姻。
- 金榮在 飾 南由俊

31歲，南由姬的表哥，原為無業遊民，後轉任學院講師。

## 其他搭配歌曲
- 台灣中天綜合台版本
  - 片尾曲：梁文音《情人知己》
- 台灣愛爾達影劇台版本
  - 片尾曲：郭靜《三部曲》

## 相關
中韓合拍電視劇《甜蜜都市》同樣是改編自鄭梨賢的《我的甜美都市》，由張歆藝、蘆芳生與Super Junior-M成員Henry擔任主演。

## 腳註
1. ↑  中韓打造《甜蜜都市》SJM-Henry加盟 （页面存档备份，存于）（中文）
2. ↑  《甜蜜都市》開機 蘆芳生求愛張歆藝 （页面存档备份，存于）（中文）

## 外部連結
- 韓國SBS官方網站 （页面存档备份，存于） 
- 台灣中天綜合台官方部落格 （繁體中文）

| 韓國 SBS 金曜劇                                | 韓國 SBS 金曜劇                              | 韓國 SBS 金曜劇 |
| ---------------------------------------------- | -------------------------------------------- | --------------- |
|                                                | 我的甜蜜都市 （2008年6月6日 - 2008年8月1日） |                 |
| 為什麼來我家 （2008年3月28日 - 2008年5月30日） | 神的天秤 （2008年8月29日 - 2008年10月24日）  |                 |

| 台灣 中天綜合台 星期一至四 20:00 - 21:00    | 台灣 中天綜合台 星期一至四 20:00 - 21:00      | 台灣 中天綜合台 星期一至四 20:00 - 21:00 |
| ------------------------------------------- | --------------------------------------------- | ---------------------------------------- |
|                                             | 我的甜蜜情人 （2011年4月5日 - 2011年5月5日）  |                                          |
| 公主回來了 （2011年2月17日 - 2011年4月4日） | 愛上冠軍醫生 （2011年5月9日 - 2011年6月14日） |                                          |